# Грузди (Пермский район)
Грузди — деревня в Пермском районе Пермского края. Входит в состав Двуреченского сельского поселения.

## Географическое положение
Расположена в нижнем течении реки Сыра примерно в 38 км к юго-востоку от административного центра поселения, села Ферма, и в 49 км к юго-востоку от центра города Перми.

## Население
| 2010 |
| ---- |
| 11   |

## Улицы[2]
- Вишнёвая ул.
- Восточная ул.
- Высокая ул.
- Зелёная ул.
- Лесная ул.
- Мартовская ул.
- Набережная ул.
- Нагорная ул.
- Подлесная ул.
- Полевая ул.
- Прибрежная ул.
- Садовая ул.
- Северная ул.
- Солнечная ул.
- Тихая ул.
- Центральная ул.
- Южная ул.

## Топографические карты
- Лист карты O-40-78 Серга. Масштаб: 1 : 100 000. Состояние местности на 1983 год. Издание 1984 г.